# 森林原人
森林 原人（もりばやし げんじん、1979年5月26日 - ）は、日本のAV男優。1999年にデビュー。経験人数は一万人（自称）。2024年半ばより性愛コミュニケーターへ転身。

## 人物・来歴
- 中学受験でラ・サール中学校、麻布中学校、栄光学園中学校、筑波大学附属駒場中学校に合格し、筑波大学附属駒場中学校に入学した[8]。
- 中学生の頃からAVに夢中になる[8]。中学2年生の時、初めてAVを購入。作品は桜樹ルイの『新説 伊豆の踊り子』だった[出典無効]。
- 少しでもAV業界に近づくため、高校卒業後、レンタルビデオ屋でアルバイトをする[9]。この時、アルバイト先の店舗で最も多くAVを借りている客が自分だったことを顧客情報で知り、「僕にはモザイクの向こうに行く資格があるんじゃないか」と自負したという[9]。しかし、当時は親バレやヤクザへの恐怖などから、まだAV男優の仕事を始める決心がつかなかった[9]という。
- 1998年に筑波大学附属駒場高等学校を卒業。同窓生に経済学者の小島武仁や安田洋祐、歴史学者の與那覇潤らがいる。同窓会での森林は盛り上げ役という[10]。
- 一年浪人して、専修大学文学部心理学科に進んだが、大学のランクに納得がいかなかった他、無理をして入った社交ダンスサークルに馴染めず[9]、20歳の時、1年生の夏休みにV&RプランニングでAV男優のアルバイトを始め、大学は中退[8]。
- 汁男優として、最初に出演したのは、インジャン古河の監督作品『ザーメン死亡遊戯 深田愛』で、ギャラは1万円であった[11]。
- 森林原人と言う男優名は、古河が「色黒で顔つきが原始人っぽかったから何となく」との理由で命名したものであるという[11]。
- 22歳の頃、両親にAV出演が発覚し、父親から「そんなことをさせるために、今まで育ててきたんじゃない」と言われた[12]。
- 29歳の時に「AV以外のこともしておこう」との思いから、服飾の専門学校に通い始め、そこで知り合った女性と結婚の話も出たが、「私と結婚したいなら、AV男優を辞めてくれ」と言われて、破談となったという[12]。
- 「親には、今でも、AVの仕事を認めてもらっていない」と2014年に発言している[12]。
- 2014年現在も独身である[12]。
- 2014年4月1日に日本AV男優協会の設立の発起人となり[13]、理事・書記長・性病検査結果管理者を務めた[14]が、10月8日に解散した[15]。解散の理由は公表されていない。
- 尊敬する男優は花岡じった[16]。
- 好きな芸能人は、ダレノガレ明美、高畑淳子、KABA.ちゃん、サラ・ジェシカ・パーカー[出典無効]。
- ゲイ・ニューハーフ作品にも出演する。
- インターネット番組に出演した際「モテるための3つのF」として、『不潔じゃない』『不自然じゃない』『不平不満を言わない』と提唱している。
- 自身が選ぶ2019年時点のAV女優ベストイレブンは、「坂道みる」「黒宮えいみ」「神納花」「蓮実クレア」「希崎ジェシカ」「みながわ千遥」「波多野結衣」「佐倉絆」「三島奈津子」「友田彩也香」「加山なつこ」だと明かしている。

- 2021年6月、初の小説『AV男優ほど つぶしのきかない職業はない』を「小説現代」2021年7月号で発表[17]。
- 2024年半ばより依頼を受けてのAN男優業を辞めて、性愛コミュニケーターに転身したと公言。

## 出演番組
テレビ
- ダラケ! ～お金を払ってでも見たいクイズ～（BSスカパー!）
  - シーズン1 第4回「AV男優」ダラケ（2014年10月30日）
  - シーズン5 第2回「ラブホテルプロデューサー」ダラケ（2015年10月22日）
- 徳井義実のチャックおろさせて〜や（BSスカパー!、2015年3月28日）
- 人気AV男優が生で教えるSEX寺子屋（パラダイステレビ、2015年7月23日,8月20日,10月8日）
- (仮)TV　目指せカリスマAV男優! カリテレ就職説明会!（TOKYO MX、2015年9月1日,8日,15日）
- 真夜中のおバカ騒ぎ!　恋愛講座!THE セクシーアカデミー!（千葉テレビ,TOKYO MX、2016年2月4日,11日,18日,25日）
- マグマイザー（BSスカパー!、2017年3月10日 - 6月7日）- 「森林原人」役[18]
- じっくり聞いタロウ〜スター近況（秘）報告〜（テレビ東京、2017年4月20日、2023年2月8日[19]）
- もう!バカリズムさんの超H! 春の特別版（フジテレビONE、2021年4月11日）
- マッドマックスTV論破王（2023年、ABEMA）[20]

インターネット番組
- AV男優の流儀発売記念 新年AVさんに色々聞いてみよう（ニコニコ生放送、2015年1月11日）
- ANKRの放送室スペシャル（ニコニコ生放送、2015年6月12日）
- 怪優「吉村卓」の2時間ナマ放送! Vol.3 〜森黒が来たよ〜[21]（ニコニコ生放送、2015年4月1日）
- まさかじゅんと吉村卓の「人生、本気ック相談!」第6幕 〜偏差値78男優 森林原人 登場〜（ニコニコ生放送、2016年7月9日）
- DTテレビ #84（AbemaTV、2019年7月26日）

ネット配信
- 男優と男優（GIRL'S CH、MCとして出演）
- 処女活 いつか卒業する前に!（GIRL'S CH、2015年12月11日）

## 出演映画
- セックスの向こう側 AV男優という生き方[22]（マクザム、2013年）

## 監修ビデオ
- 森林原人のSEX動画塾
- プロセックスマスター養成講座（刺激LIFE、2014年）

## 著書

### 単行本
- 偏差値78のAV男優が考える セックス幸福論（講談社文庫、2016年6月）
- AV男優森林原人のイケるSEX（扶桑社、2016年9月）
- 「人生最高のセックス」でもっと気持ちよくなる（KADOKAWA、2016年12月）

### 連載
- 「初めはみんな汁だった！」（集英社「週刊プレイボーイ」、2015年01月26日発売号 - ）しみけん、黒田悠斗、森林原人によるリレー連載
- AV男優・森林原人の性活相談（日刊SPA!、2015年4月10日 - ）

## イベント
- 第3回 東日本大震災チャリティーイベント 代々木忠＋面接軍団「やっぱり元気がイチバン！」（2013年3月12日）
- AV男優の生でだらだらイかせて！[23][24]（2014年5月16日、新宿ロフトプラスワン）
- 俺たちに聞いてくれ！体験人数20万人ダァー！日本AV男優協会スペシャル IN YOKOHAMA[25]（2014年7月25日、YOKOHAMA Threes）
- AV男優吉村卓の男優さんいらっしゃい！日本AV男優協会加盟男優スペシャル（2014年9月6日、LEFKADA）
- 「AV男優の流儀」発売記念トークイベント[26]（2015年1月11日、新宿ロフトプラスワン）
- AV男優吉村卓の男優さんいらっしゃい！「（濡れ場過ぎても）すべらない話 ～AV男優スペシャル編～」（2015年2月20日、LEFKADA）
- AV男優の生でダラダライカせて!! 2 ～行こうぜ、モザイクの向こうのまた向こうへ～ [27]（2015年5月16日、新宿ロフトプラスワン）
- AVD69 発売記念イベント IN 大阪（2015年10月3日、ライブスペースB.SQUARE）
- 第5回 AIDS 文化フォーラム in 京都「現役男優に聞く、性感染症と幸せなセックス ～性感染症予防について考えるAV男優の有志たち～ ※R-18 指定（2015年10月3日、同志社大学新町キャンパス）
- TOKYO AIDS WEEKS 2015 メインイベント2日目「AV男優、セックスワーカーらによる、プロが教える楽しい性教育講座。」（2015年11月29日、国立国際医療研究センター）[28]
- 第2回 AIDS 文化フォーラム in 佐賀[29]（2016年6月25～26日、アバンセ）
- 第23回 AIDS 文化フォーラム in 横浜[30]（2016年8月5～7日、かながわ県民センター）